# 看麦娘
看麦娘（学名：Alopecurus aequalis）为禾本科看麦娘属下的一个种。

## 扩展阅读
- 維基物種上的相關：看麦娘

1. ↑  Lansdown, R.V. . The IUCN Red List of Threatened Species 2014.   [25 June 2014].